# Punta Plainview

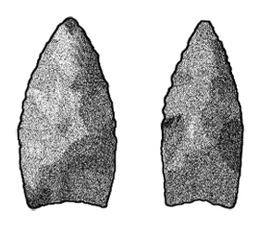
Puntas Plainview

Las puntas Plainview son un tipo de puntas lítica del período paleoindio paleoindio, han sido fechadas entre 10.000 y 9.000 años antes del presente. Estas puntas fueron nombradas tras el descubrimiento de un montón de puntas en 1947 junto al río Running Water Draw, cerca de la ciudad de Plainview en Texas, Estados Unidos, en un sitio relacionado con la cacería de Bison antiquus. Estas puntas son lanceoladas, con bases cóncavas y no aflautadas. Se encuentran principalmente en la región de Texas conocida como South Plains.

## Clasificación
Las puntas Plainview fueron reconocidas en 1947 por Glen Evans, G. E. Meade y E. H. Sellards a partir de un conjunto de puntas líticas encontradas a lo largo del río Running Water Draw, cerca de la ciudad de Plainview, Texas, que fue el lugar de la matanza de Bison antiquus. Se recuperaron al menos veintiocho especímenes de este lugar. 
El nombre Plainview se usaba anteriormente como término genérico para describir las puntas lanceoladas y no aflautadas que se encontraban en la totalidad de las Grandes Llanuras, así como en el este del valle superior del Misisippi, donde las puntas se clasificaban como subtipos de Plainview. Sin embargo, este enfoque fue posteriormente revisado y rechazado, lo que dio lugar a la clasificación de nuevos tipos de puntas lítics,  como las puntas Golondrina. 

## Descripción
Las puntas Plainview tienen lados paralelos o convexos con una base cóncava.

## Comparación con otras puntas líticas
Las puntas Plainview son estilística y morfológicamente similares a las puntas Goshen, aunque estos tipos se concentran principalmente en las llanuras del norte y pueden ser anteriores que las Plainview en casi mil años.